# Nort-Leulinghem
Nort-Leulinghem (flämisch: Noordleulingem) ist eine Gemeinde im Norden Frankreichs mit 268 Einwohnern (Stand: 1. Januar 2022). Sie gehört zur Region Hauts-de-France, zum Département Nord, zum Arrondissement Saint-Omer und zum Kanton Saint-Omer. 

## Geographie
Nort-Leulinghem liegt etwa sechs Kilometer nordwestlich von Saint-Omer und grenzt an Nordausques im Norden, Bayenghem-lès-Éperlecques im Osten, Mentque-Nortbécourt im Süden sowie Tournehem-sur-la-Hem im Westen. Die Gemeinde gehört zum Regionalen Naturpark Caps et Marais d’Opale.

## Bevölkerungsentwicklung
| Jahr                      | 1962 | 1968 | 1975 | 1982 | 1990 | 1999 | 2006 | 2013 |
| ------------------------- | ---- | ---- | ---- | ---- | ---- | ---- | ---- | ---- |
| Einwohner                 | 122  | 122  | 109  | 156  | 171  | 177  | 197  | 198  |
| Quelle: Cassini und INSEE |      |      |      |      |      |      |      |      |

## Sehenswürdigkeiten
- Kirche Saint-André aus dem 16. Jahrhundert

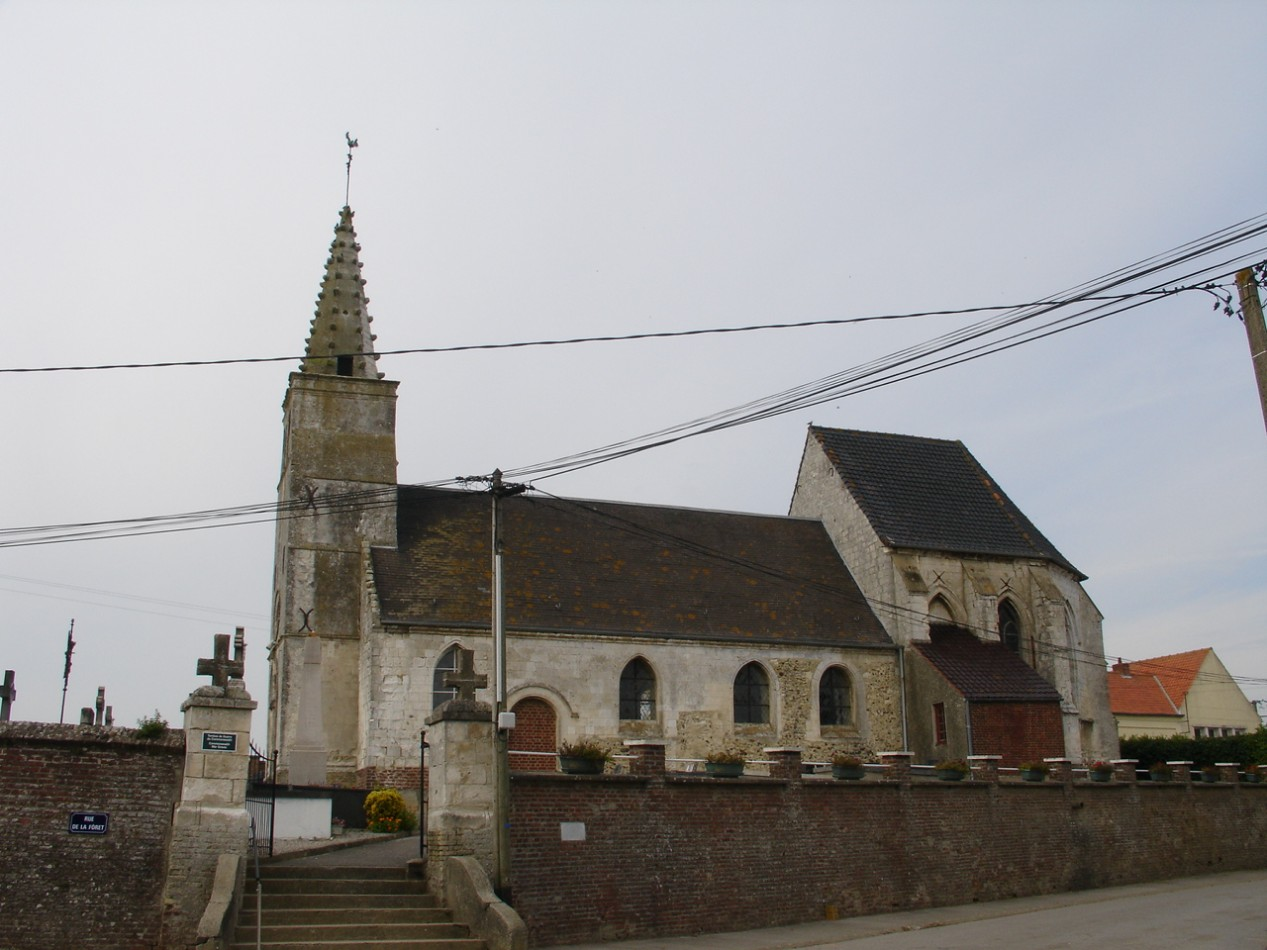
Kirche Saint-André